# Kurta
Pour le village géorgien d'Ossétie du Sud, voir Kurta.

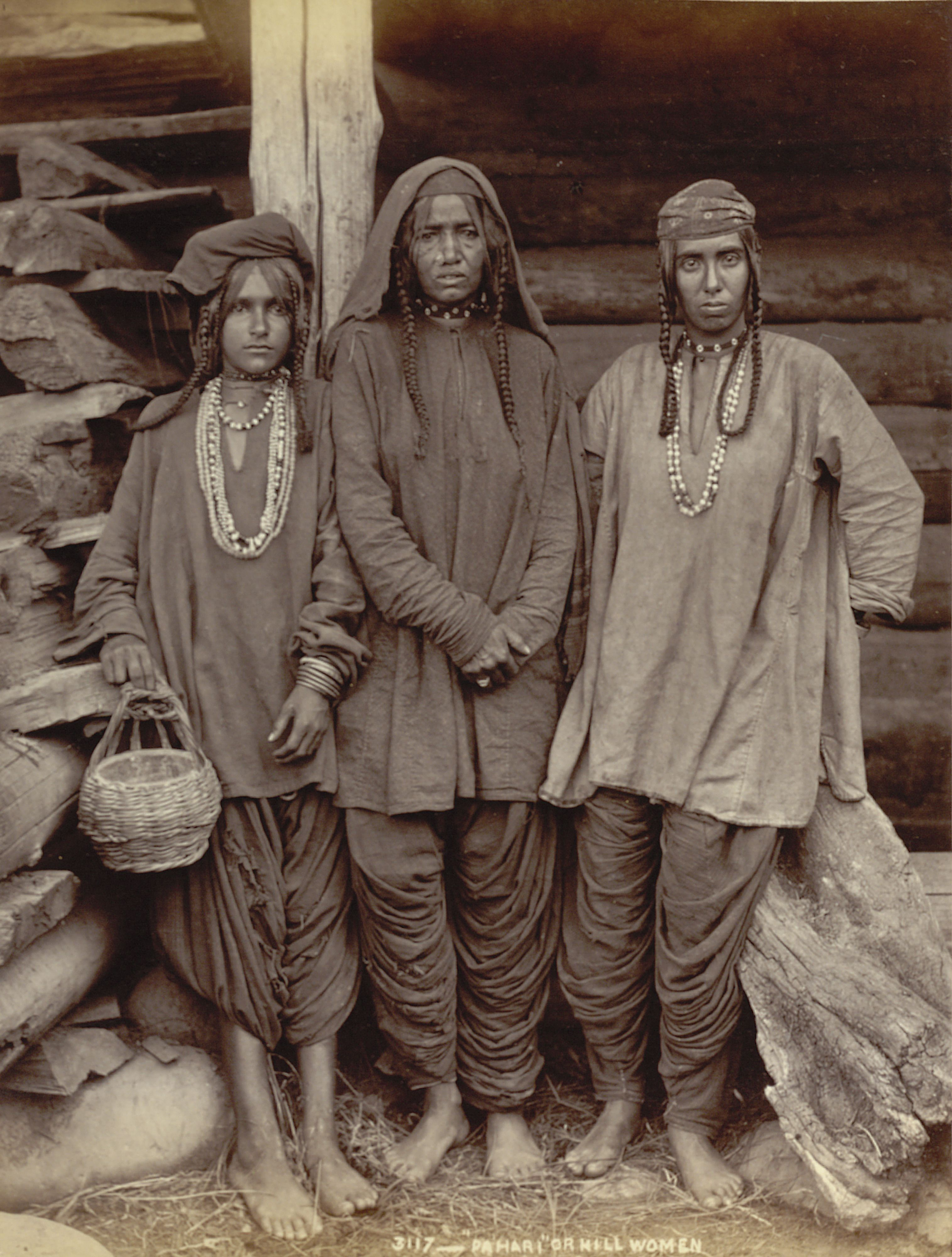
Femmes portant le kurta vers 1890.

Un kurta (en bengali : কুর্তা (পাঞ্জাবী), iranien/ourdou : کُرتا, hindi : कुरता, prononcer[ˈkʊrt̪aː]; ou kurti pour la version courte) est un vêtement traditionnel porté en Afghanistan, au Pakistan, au Népal, en Inde, au Bangladesh et au Sri Lanka. C'est une chemise ample descendant jusqu'aux genoux ou à mi-cuisse, portée aussi bien par les femmes que par les hommes. Elle était portée usuellement avec un pantalon ample appelé kurta-paijama, un shalwar (pantalon large de la taille aux genoux, puis moulant jusqu'aux chevilles) ou une dhotî (large pièce de tissu noué à la taille dont l'un des pans passe par l'entre-jambe), mais s'accommode de nos jours d'un jean. Le kurta se porte aussi bien au quotidien que dans des tenues habillées.
Les femmes le portent facilement sur un jean en remplacement d'un chemisier ou du kameez (lourde tunique de soie habillée). Dans ce cas, le tissu utilisé est plus léger.
Les kurtas étaient très à la mode en Occident dans les années 1960 et 1970, et faisaient partie de la mode hippie. Après un bref déclin, elles redeviennent à la mode, au moins en Grande-Bretagne.

## Étymologie
Le mot kurta, emprunté du ourdou, signifie littéralement chemise « sans col », et fait son apparition dans la langue anglaise au XXe siècle.
Les hommes le portent autant par tradition que dans un souci d'élégance : il est apprécié des émigrés pakistanais ou indiens présents en Arabie Saoudite, en remplacement d'habits arabes dont elle se rapproche.

## Description

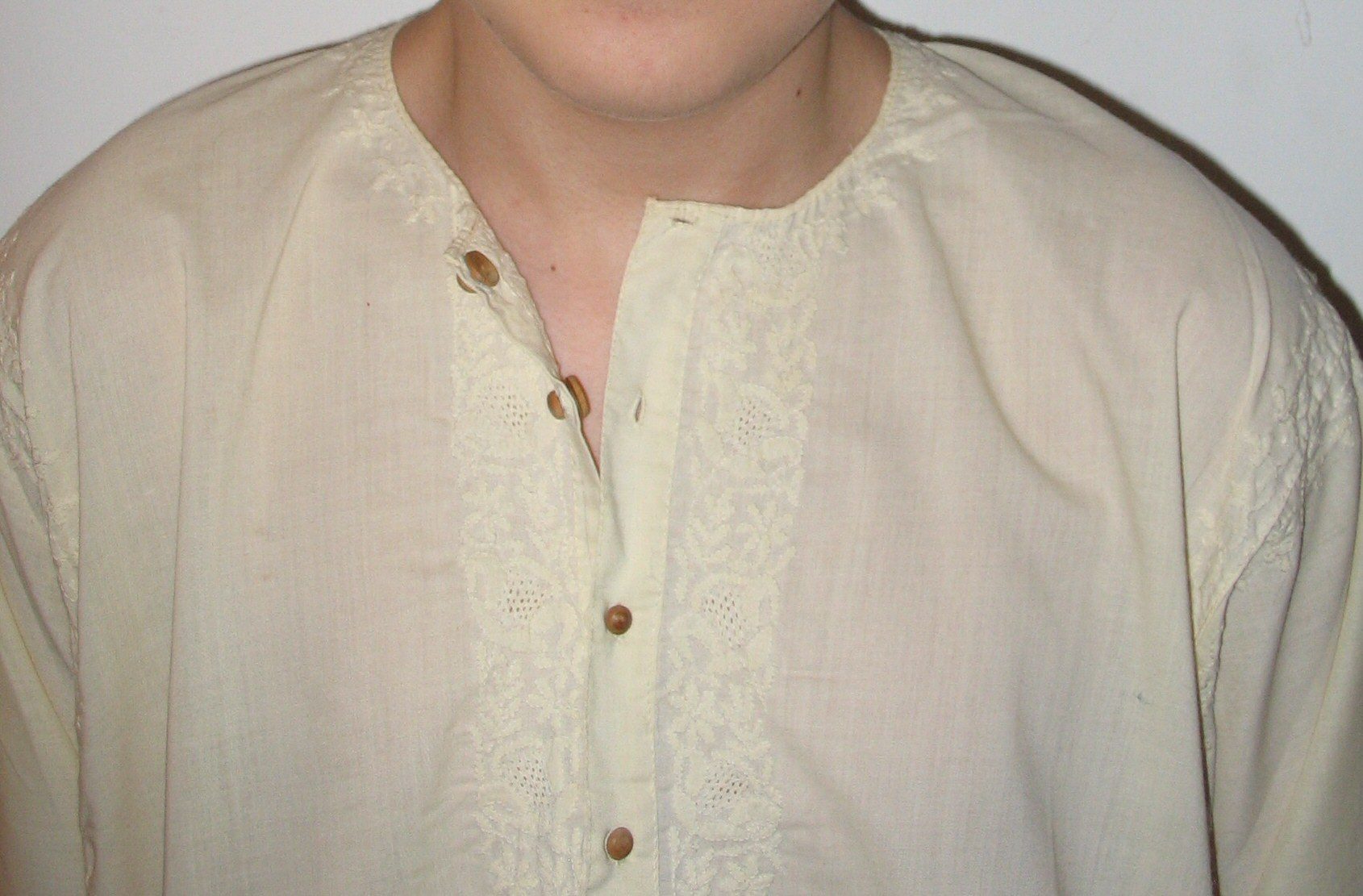
Kurta de coton à patte boutonnée centrale, boutons en bois de santal, broderies Chickan

Un kurta traditionnel est composé de pièces de tissu rectangulaire, à l'exception quelquefois de goussets triangulaires sous les aisselles. Il est découpé de manière à ne pas générer de chutes. La coupe est généralement simple, bien que les traitements décoratifs puissent être complexes.
Les manches sont droites, sans rétrécissement aux poignets comme c'est le cas des vêtements occidentaux ; elles sont juste ourlées et décorées. Les pièces du dos et du devant sont également rectangulaire. Les coutures latérales sont laissées ouvertes sur une vingtaine de centimètres, afin de laisser à l'utilisateur une certaine aisance de mouvement.
Le kurta s'ouvre généralement sur l'avant; certains styles cependant se boutonnent sur la couture de l'épaule. L'ouverture frontale est souvent une fente dans le tissu ourlé, liée ou boutonnée au sommet; quelques kurtas, cependant, ont des pattes de boutonnage plutôt que des fentes. L'ouverture peut être centrée sur la poitrine, ou excentrée.
Un kurta traditionnel n'a pas de col. Les variantes modernes peuvent présenter un col droit de type mao, comme sur les vestes 
Nehru.

## Matières utilisées

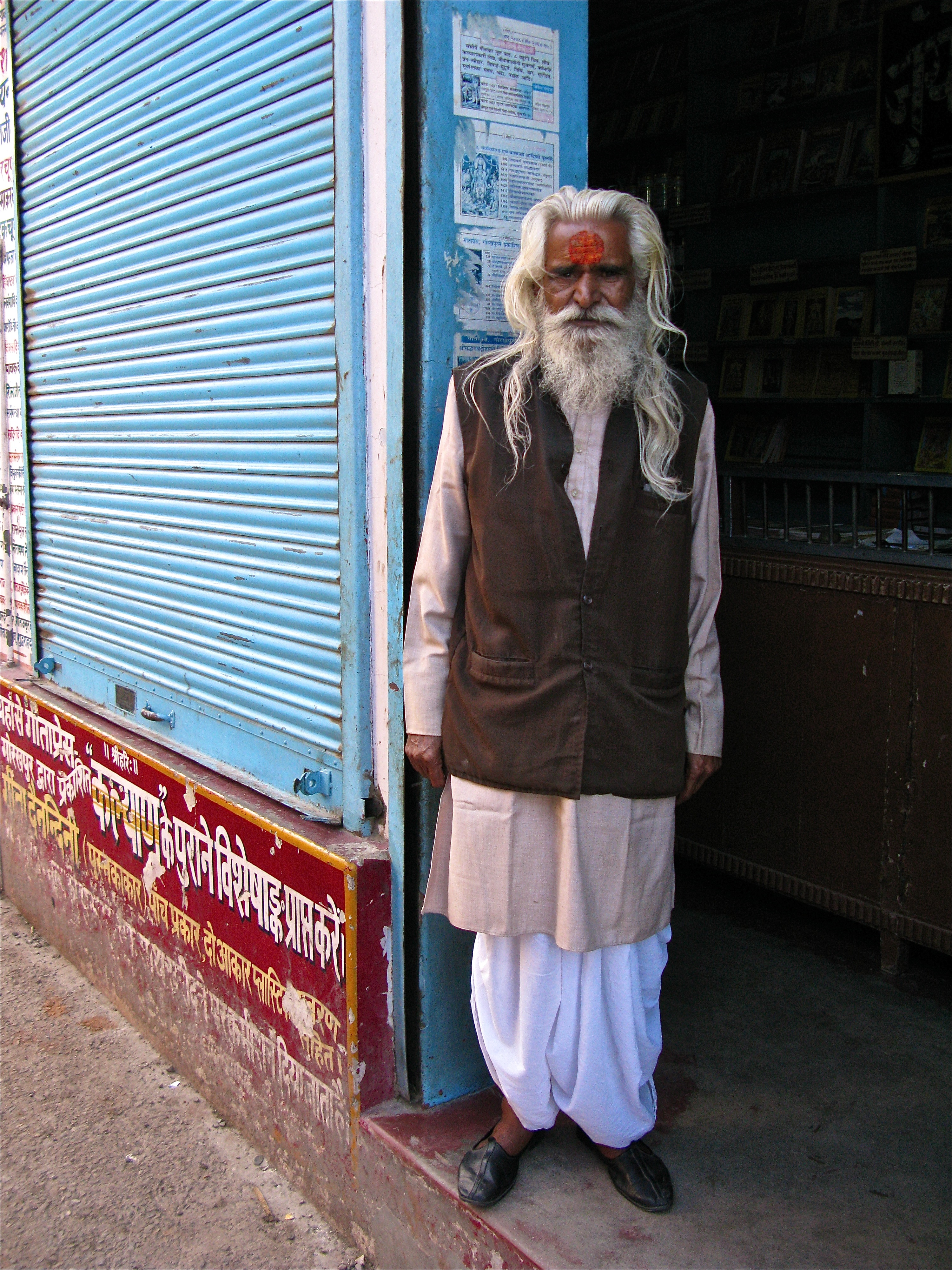
Costume traditionnel à Rishikesh : pantalon dhotî blanc, veste achkan brune sur kurta à patte centrale boutonnée

Les kurtas d'été sont habituellement faits de soie fine ou de tissu de coton; les kurtas d'hiver sont faits de tissu plus épais tel que la laine (comme dans les kurtas du Cashemire) ou de la soie Khadi, une épaisse soie grossière, filée et tissée à la main, qui peut être mélangée avec d'autres fibres.
Les kurtas sont généralement fixés avec des liens à pompons, des boules en tissu et des boucles ou des boutons. Les kurtas vendus en prêt-à-porter évitent l'utilisation de boutons de corne, par respect de la religion hindoue, ces boutons étant souvent fabriqués à partir de cornes ou de sabots de vache ou de buffle. Les boutons sont souvent en bois ou en plastique. Les kurtas portés lors d'occasions formelles peuvent présenter des boutons décoratifs amovibles en métal, similaires aux boutons de manchette occidentaux. Ces boutons peuvent être décorés de pierres précieuses, d'émaux ou d'autres techniques de bijouterie traditionnelle.

## Décoration
Les tailleurs d'Asie du Sud disposent d'un large répertoire de techniques de décoration. Toutefois, la plus employée pour les kurtas est sans aucun doute la broderie Chickan, un type de broderie originaire de la ville de Lucknow, initialement réalisée en blanc sur blanc, et réservée aux membres des familles royales, dont celles du Bengale et de l'Uttar Pradesh. Elle est réalisée sur une trame légère de mousseline, semi-transparente.